# Bauernbreite 11

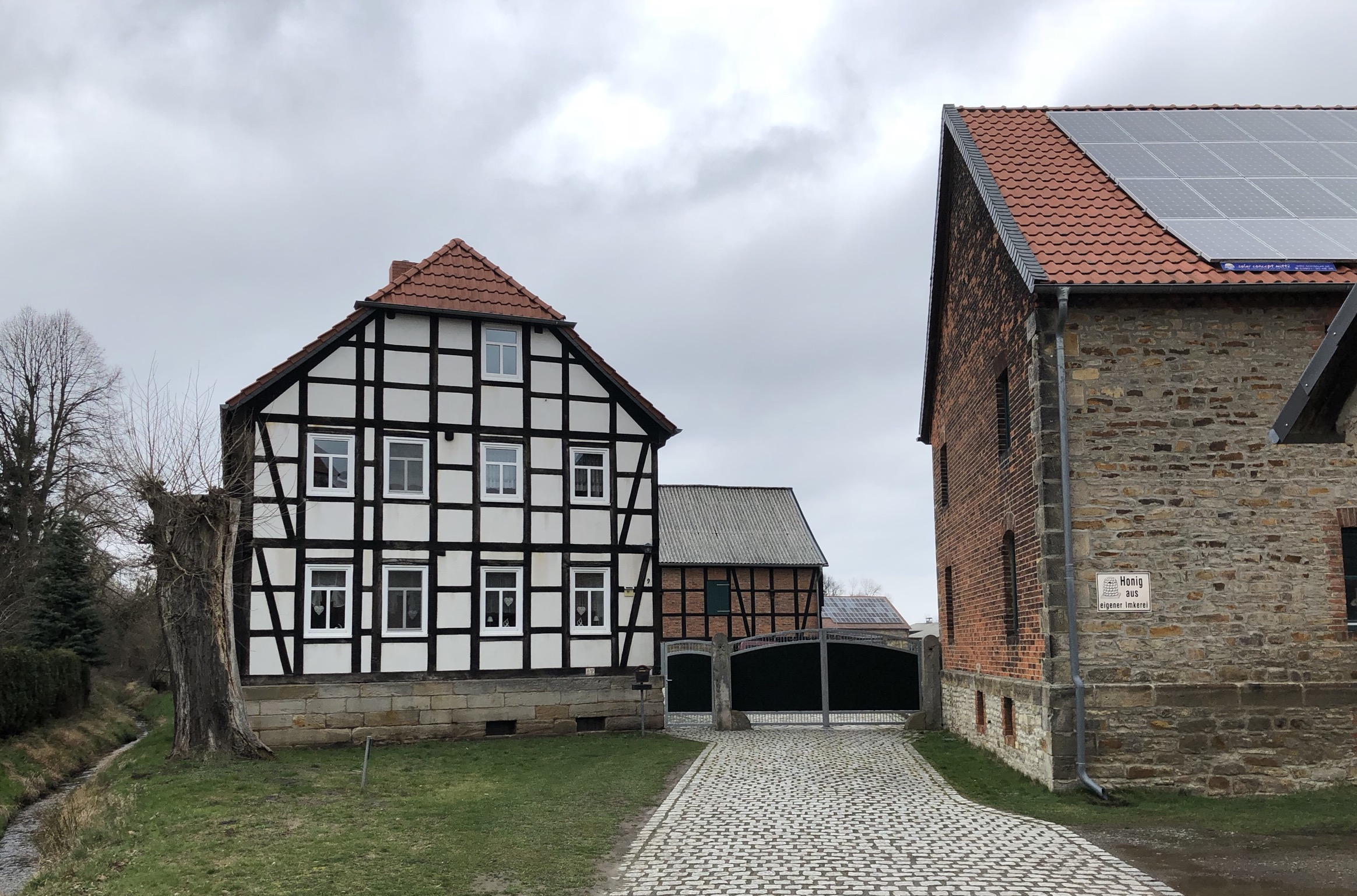
Bauernbreite 11, Blick von Süden, 2019

Die Bauernbreite 11 ist ein denkmalgeschütztes Bauernhaus im zur Gemeinde Ingersleben gehörenden Dorf Morsleben in Sachsen-Anhalt.

## Lage
Das Haus liegt einzelnstehend nördlich der Straße Bauernbreite. In der Vergangenheit bestand die Adressierung Bauernstraße 9. Westlich des Hauses verläuft ein Bach, an dessen gegenüberliegendem Ufer das gleichfalls denkmalgeschützte Haus Bauernbreite 13 steht.

## Architektur und Geschichte
Das in Fachwerkbauweise errichtete Gebäude entstand Ende des 18. oder im frühen 19. Jahrhundert. Der zweigeschossige Bau ist lang in annähernd Nord-Süd-Richtung gestreckt. Sein vierachsiger Südgiebel ist zur Straße hin ausgerichtet.
Im örtlichen Denkmalverzeichnis ist der Bauernhof unter der Erfassungsnummer 094 84164 als Baudenkmal verzeichnet.
Es gilt als gut proportioniert und städtebauliches Denkmal.